# جیغ‌کش یالدار
جیغ‌کش یالدار (نام علمی: Alouatta palliata) نام یک گونه از سرده میمون جیغ‌کش است.